# 데어슈테텐
데어슈테텐(독일어: Därstetten)은 스위스 베른주의 프루티겐-니더지멘탈구에 있는 자치체이다.

## 역사
데어슈테텐은 1228년에 Tarenchat으로 처음 언급되었다. 바이센부르크 마을은 1270년경에 Wisinburc로 처음 언급되었고, 1278년에는 알붐-카스트룸으로 언급되었다.
이 지역에서 가장 오래된 정착지의 흔적은 슈투펜그린트에서 발견된 단일 신석기 시대 유물이다. 중세 시대에 이 땅은 1175년에 처음 언급된 폰 바이센부르크 남작의 소유였다. 12세기의 3/4분기에 그는 수도원을 위해 아우구스티누스 수도회에 지멘강을 따라 땅을 기부했다. 수도원은 1228년에 주변 마을과 함께 처음 언급되었다. 바이센부르크 성아마도 13세기 중반에 지어졌으며, 1278년에 처음 언급되었다. 1368년에 폰 브란디스 남작은 수도원 후원을 포함하여 바이센부르크 땅을 상속받았다. 13세기와 14세기에 귀족들이 토지를 기증하고 수도원이 영지를 사면서 계속 확장되었다. 세인트 메리 수도원 교회는 프라이헤르의 매장 교회가 되었다. 1439년 베른 시는 수도원과 마을을 포함한 바이센부르크 땅을 인수했다. 1486년에 그들은 수도원 이 베른 대성당의 정경 대학의 권위를 받아들이도록 강요했다. 1528년 베른은 개신교 종교개혁의 새로운 신앙을 채택하고, 수도원을 세속화했다. 수도원 교회는새로 만든 교구의 교구 교회.
수도원 주변의 농업 공동체는 일반적으로 제한된 무역으로 자급자족했다. 16세기부터 수출용 가축을 기르기 시작하면서 상황이 바뀌었다. 1902년 슈피츠-츠바이지멘 철도는 데어슈테텐을 스위스 철도 네트워크와 연결했고, 데어슈테텐 및 바이센부르크역은 마을 중심지가 되었다. 오늘날 지역 경제는 가축 사육, 치즈 제조, 임업, 중소기업 및 관광업에 기반을 두고 있다.

## 지리

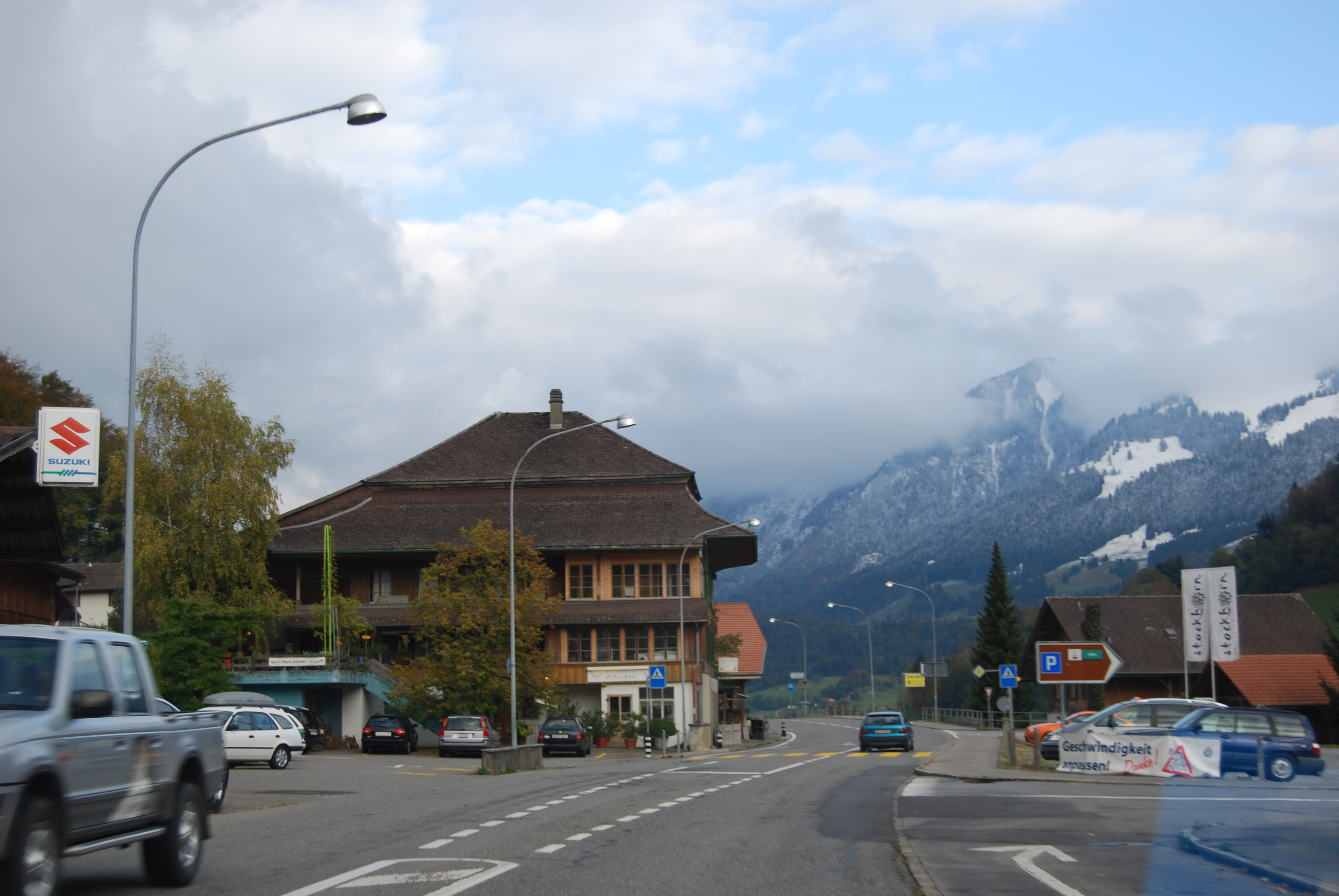
데어슈테텐 지자체와 주변 산들

데어슈테텐의 면적은 32.84k㎡이다. 2012년 기준으로 총 15.16k㎡(46.2%)가 농업용으로 사용되는 반면 13.07km2 (39.9%)가 산림으로 사용된다. 나머지 시정촌은 0.88k㎡(2.7%)가 정착(건물 또는 도로), 0.36k㎡(1.1%)가 강이나 호수이고, 3.32k㎡(10.1%)는 비생산적인 토지이다.
같은 해 주택과 건물이 1.3%, 교통 인프라가 1.2%를 차지했다. 총 토지 면적의 총 32.8%는 삼림이 무성하고 5.7%는 과수원 또는 작은 나무 군락으로 덮여 있다. 농경지 중 15.9%는 목초지이고 29.9%는 고산 목초지로 사용된다. 시정촌의 모든 물은 흐르는 물이다. 비생산적인 지역 중 6.9%는 비생산적인 초목이고 3.2%는 초목이 자라기에는 너무 암석이 많은 지역이다.
시정촌은 슈토크호른 및 투어넨 산 주변의 계곡 바닥과 언덕에 있다. 풍경에는 계곡 바닥, 숲 및 알프스가 포함된다. 여기에는 바이센부르크, 라이헨바흐 빌러의 농업 협동 조합(보야르)이 포함된다.
2009년 12월 31일에 시정촌의 이전 구역인 니더지멘탈군이 해산되었다. 다음 날 2010년 1월 1일에 새로 생성된 프루티겐-니더지멘탈구에 합류했다.

## 인구통계

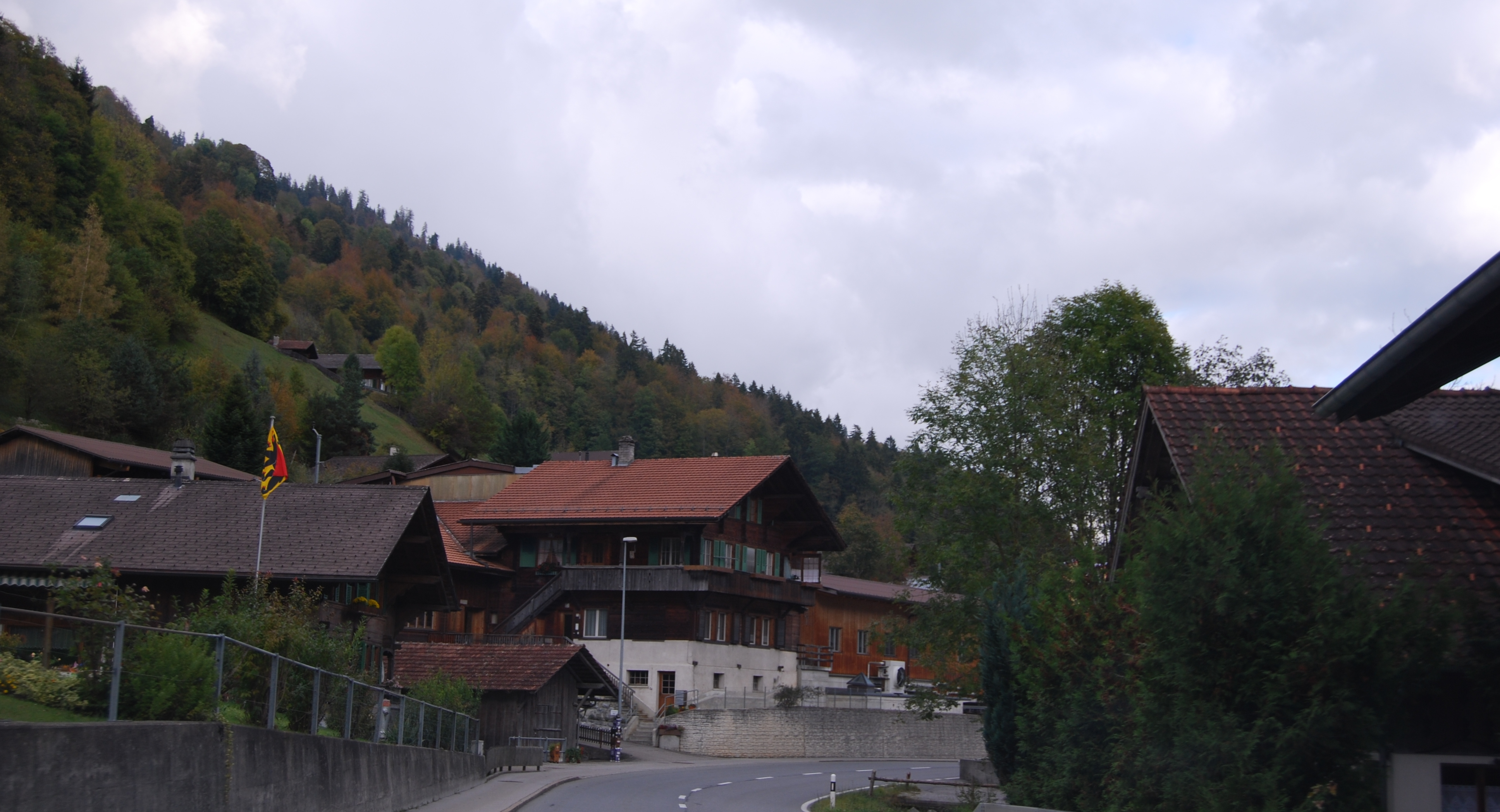
데어슈테텐의 주택

2020년 12월 기준, 데어슈테텐의 인구는 862명이다. 2010년 기준으로 인구의 2.8%가 거주하는 외국인이다. 2001년부터 2011년까지 지난 10년 동안 인구는 -3.2%의 비율로 변화했다. 이민은 -2.9%, 출생 및 사망은 -0.4%를 차지했다.
2000년 기준, 대부분의 인구는 852명(96.9%)이 독일어를 모국어로 사용하고, 프랑스어는 8명(0.9%)으로 두 번째로 많이 사용하고, 알바니아어는 6명(0.7%)으로 세 번째로 사용한다. 이탈리아어를 할 줄 아는 2명과 로만슈어를 할 줄 아는 사람이 2명 있다.
2008년 기준으로 인구는 남성 50.6%, 여성 49.4%이다. 인구는 414명의 스위스 남성(48.8%)과 16명(1.9%)의 비스위스계 남성으로 구성되었다. 스위스 여성은 411명(48.4%), 비스위스계 여성은 8명(0.9%)이었다. 지자체의 인구 중 467명(53.1%)가 데어슈테텐에서 태어나 2000년에 그곳에서 살았다. 같은 주에서 태어난 267명(30.4%)가 있었고, 70명(8.0%)는 스위스 다른 곳에서 태어났다. 45명(5.1%)가 스위스 이외의 지역에서 태어났다.
2011년 기준으로 아동·청소년(0~19세)이 20.8%, 성인(20~64세)이 60.3%, 노인(64세 이상)이 18.9%를 차지한다.
2000년 기준으로 시정촌에는 미혼이거나, 독신인 사람이 396명 있다. 기혼자는 398명, 미망인은 63명, 이혼한 사람은 22명이었다.
2010년 기준 1인 가구는 105가구, 5인 이상 가구는 28가구이다. 2000년 기준으로 상시 분양된 아파트는 총 296세대(전체의 70.5%)였으며, 성수기 분양 아파트는 98세대(23.3%), 공실은 26세대(6.2%)였다. 2010년 기준 신규주택 건설률은 인구 1,000명당 2.4세대였다. 2012년 시정촌 공실률은 0.87%였다. 2011년에 단독 주택은 시정촌 전체 주택의 45.9%를 차지했다.
역사적 인구는 다음 차트에 나와 있다.

## 국가중요문화재

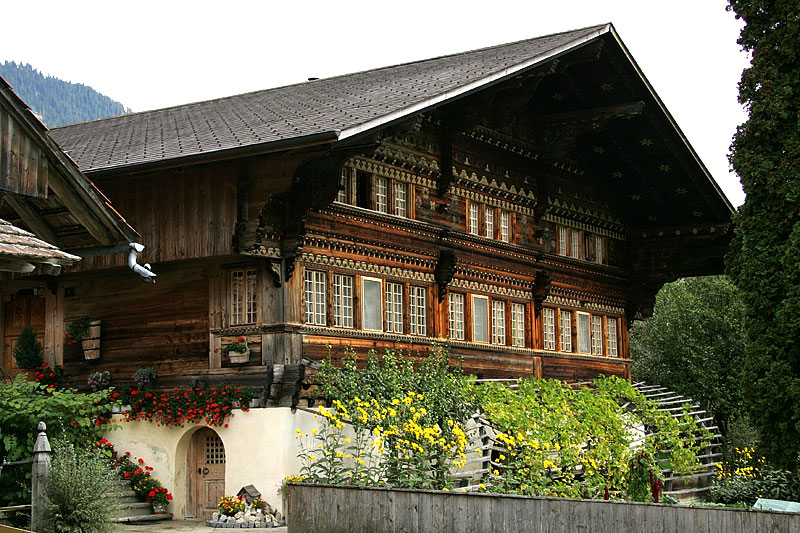
무스의 쿠니트 주택

니트플루에 309번지에 있는 농가, 추어 오베른 161번지에 있는 농가 아르겔, 무스 47번지에 있는 무스의 쿠니트하우스는 모두 국가적으로 중요한 스위스 문화 유산으로 등재되어 있다. 니트플루에 및 빌러의 작은 마을, 데어슈테텐 교회 및 바이센부르크 주변 지역은 모두 스위스 유산 목록의 일부이다.

## 정치
2011년 연방 선거에서 가장 인기 있는 정당은 62.2%의 득표율을 기록한 스위스인민당(SVP) 이었다. 그 다음으로 인기 있는 3개 정당은 보수민주당(BDP) (15.1%), 스위스 연방민주연합(EDU) (6.5%), 사민당(SP) (3.3%)이었다. 이번 연방 총선에서는 총 341표가 나왔고, 투표율은 51.9%였다.

## 경제
2011년 현재 데어슈테텐의 실업률은 0.73%이다. 2008년 기준으로 시정촌에 고용된 사람은 총 358명이다. 이 중 1차 경제 부문에 155명이 고용되었고 이 부문에 약 54개 기업이 참여했다. 78명이 2차 부문에 고용 되었고 이 부문에 16개의 기업이 있었다. 125명이 3차 부문에 고용되었으며, 이 부문에는 25개의 기업이 있다. 시정촌 주민은 437명으로 일정 정도 고용되었으며, 그 중 여성이 전체 노동력의 40.5%를 차지하였다.
2008년에는 총 248개의 정규직에 상응하는 일자리가 있었다. 1차 부문의 일자리 수는 89개였으며, 모두 농업에 종사했다. 2차 부문의 일자리 수는 70개로 그 중 39개(55.7%)가 제조업, 31개(44.3%)가 건설업이었다. 3차 부문의 일자리 수는 89개였다. 3차 부문의 경우; 35개(39.3%)는 도소매 판매 또는 자동차 수리, 10개(11.2%)는 상품의 이동 및 보관, 14개(15.7%_는 호텔 또는 레스토랑, 6개(6.7%)는 기술 전문가 또는 과학자였다. 7개(7.9%)가 교육에 있었고 13개(14.6%)가 의료에 있었다.
2000년 기준으로 시정촌으로 출퇴근하는 근로자는 74명, 출퇴근 근로자는 225명이었다. 지자체는 근로자의 순 수출국으로, 들어오는 1명당 약 3.0명의 근로자가 지자체를 떠나고 있다. 총 212명의 근로자(시 전체 근로자 286명 중 74.1%)가 데어슈테텐에 거주하고 일했다. 근로 인구의 11.7%는 대중교통을 이용하여 출퇴근하고 56.3%는 자가용을 이용하였다.
2011년 데어슈테텐의 150,000CHF를 버는 기혼 거주자의 평균 지방 및 주 세율은 12.6%인 반면 미혼 거주자의 세율은 18.5%였다. 비교를 위해 같은 해 전체 주의 평균 비율은 14.2%와 22.0%인 반면 전국 평균은 각각 12.3%와 21.1%였다. 2009년에 지자체에는 총 344명의 납세자가 있었다. 그 중 62개가 연간 75,000CHF 이상을 벌었다. 1년에 15,000에서 20,000 사이를 버는 사람이 8명 있었다. 가장 많은 수의 근로자(94명)는 연간 50,000~75,000CHF를 벌었다. 데어슈테텐에 있는 75,000 CHF 이상 그룹의 평균 수입은 99,552 CHF인 반면, 스위스 전체의 평균은 130,478 CHF였다.
2011년에는 전체 인구의 1.8%가 정부로부터 직접적인 재정 지원을 받았다.

## 종교
2000년 인구 조사에서 747명(85.0%)가 스위스 개혁 교회에 속했고, 47명(5.3%)가 로마 카톨릭에 속했다. 나머지 인구 중 정교회 교인이 1명, 다른 기독교 교인이 30명(3.41%)이었다. 이슬람교는 12명(1.37%) 이었다. 힌두교가 1명, 다른 교회에 속한 사람이 4명이었다. 16명(1.82%)은 교회에 속하지 않았고, 불가지론자 또는 무신론자였으며, 21명(2.39%)은 질문에 대답하지 않았다.

## 교통
데어슈테텐은 슈피츠-츠바이지멘선에 있으며, 데어슈테텐역 및 바이센부르크역에서 기차로 운행된다.

## 교육
데어슈테텐에서는 인구의 약 53.4%가 필수가 아닌 고등교육을 이수했으며, 8.9%가 추가 고등교육(대학 또는 응용학문대학)을 이수했다. 인구 조사에 나와 있는 어떤 형태의 고등 교육을 이수한 42명 중 73.8%가 스위스 남성이고, 23.8%가 스위스 여성이었다.
베른주 학교 시스템은 1년의 의무 없는 유치원, 6년의 초등학교를 제공한다. 이후 3년 동안의 의무적 중학교 과정을 거쳐 학생들을 능력과 적성에 따라 구분한다. 중학교 이하 학생들은 추가 학교에 다니거나 견습생으로 들어갈 수 있다.
2011-12 학년도 동안 데어슈테텐의 수업에 총 93명의 학생이 참석했다. 시정촌에 14명의 학생이 있는 유치원이 하나 있었다. 지자체에는 3개의 초등 학급과 49명의 학생이 있었다. 초등 학생의 6.1%는 스위스의 영주권 또는 임시 거주자(시민권 아님)였다. 같은 해에 총 19명의 학생이 있는 하나의 중학교가 있었다. 스위스의 영주권자 또는 임시 거주자(시민권이 아님)는 5.3%였다. 나머지 학생들은 사립 또는 특수 학교에 다닌다.
2000년 현재, 시정촌의 모든 학교에 다니는 학생은 총 94명이다. 이 중 92명은 시에서 거주하며, 학교를 다녔고 2명은 다른 시에서 왔다. 같은 해에 88명의 주민들이 시외 학교에 다녔다.